# مهندسی هوافضا در ایران
مهندسیِ هوافضا در ایران، یکی از رشته های مربوط به مهندسیِ هوافضا است. رشتهٔ مهندسی هوافضا در اصل یکی از گرایش‌های مهندسی مکانیک است و در مقطعِ کارشناسی دارای بیش از ۱۰۰ واحد مشترک با سایر گرایش‌های این رشته می‌باشد و در مقاطع بعدی نیز شباهت هایی با این رشته دارد.

## در ایران
ایران در پیش از انقلاب ۱۳۵۷، خریدار آخرین هواپیماهای کمپانی‌های آمریکایی بود. پس از انقلاب و شروع جنگ، فعالیتها برای تعمیر و نگهداری بومی ادوات هوایی (خصوصا با فرسایش و آسیبهای ناشی از جنگ) در ایران آغاز شد. اولین پروژه‌های تحقیق و توسعه برای ساخت هواپیماهای آموزشی ملخی در ایران در دهه ۶۰ شمسی تحت هدایت منصور ستاری در نیروی هوایی ارتش ایران آغاز شد. این فعالیتها پس از جنگ در قالب پروژه‌های بازآماد، آرایش فنی و روزآمدسازی هواپیماهای F5 در چندین مرحله در قالب پروژه‌های مختلف پیگیری شد. اگرچه ایده کپی کردن کامل F-14 در ایران در دهه ۷۰ شمسی مطرح بود، ولی عملاً نهایتا کار بر روی تولید بومی یک اسکادران از جنگنده صاعقه (تک نفره و از نسل فنی f5 است) انجام پذیرفت. سپس پروژه جنگنده کوثر (۲ نفره و با ضریب ساخت داخل نهایی بالای ۸۰ درصد) در دهه ۹۰ شمسی به سرانجام رسید و طبق اعلام رسانه‌های رسمی ایران، این جنگنده از قابلیتهای اویونیکز هم رده با جنگنده‌های نسل چهارم برخوردار است.
اولین پلتفرم بومی ایران در زمینه هواپیماهای جت (و جنگنده آموزشی) با هواپیمای جت آموزشی یاسین در دهه ۹۰ به سرانجام و پروازهای آزمایشی اثبات فناوری، رسید.
در زمینه هواگردهای تجاری، مسافربری و باربری، تلاش‌های ایران معطوف به بازآمد، تعمیر و نگهداری هواپیماهای غربی و بالگردهای غربی و شرقی و مونتاژ تحت لیسانس (برای پروژه ایران-۱۴۰) بوده است. نهایتاً این تلاش‌ها به تولید هواپیمای باری سیمرغ (که حاصل بازمهندسی و ارتقای جنبی پلتفرم آنتونوف-۱۴۰ بوده است) منجر شده است.
در زمینه فناوری فضایی، ایران تلاش‌های گسترده‌ای در زمینه موشکی و ماهواره ای داشته است. ماهواره بر سیمرغ تا سپتامبر ۲۰۲۴ (شهریور ۱۴۰۳) بیش از ۶ پرتاب رسمی و عملیات مرتبط داشته است که با این آمار، در بین ۴۰ لانچر فعال ماهواره با بیشترین تعداد عملیات در جهان قرار دارد و ایران را به مدار ۱۰۰۰ کیلومتری فضایی رساند. این ماهواره بر با کلاستر ۴ موتوره در مرحله اول خود، می‌تواند بارهایی با وزن بیش از ۳۴۰ کیلوگرم را به مدار LEO برساند.
ایران موفق به ارسال موجودات زنده به غیر از انسان (خصوصا میمون) به فضا شده است که این کشور را در بین 7 کشور که تا کنون چنین اقدامی داشته اند قرار می دهد.
تولید موتورهای جت (موتور اوج بر اساس بازمهندسی موتور جنگنده F5)، موتورهای سوخت مایع راکتی، موتورهای سوخت جامد راکتی و پره‌های توربین‌های حرارتی هوایی و زمین پایه، از مهم‌ترین دستاوردهای بومی ایران در حوزه هایتکِ پیشرانه‌های هوایی و فضایی است.
فعالیت بخش خصوصی در فعالیتهای فضایی در ایران از سال ۱۳۹۸ شدت گرفت و نهایتاً به پرتاب بین‌المللی اولین ماهواره‌های ساخته شده و تملک شده توسط بخش خصوصی در ایران (به نام ماهواره‌های هدهد و کوثر) در ۱۵ آبان ۱۴۰۳ (پرتاب به طریق بین‌المللی و از طریق پرتابگر سایوز روس) انجامید.
در سال 2024، فقط 7 کشور جهان (که در میان آنها ایران هم قرار دارد)، توانستند پرتاب موفقیت آمیز ماهواره (از خاک خودشان یا از خاک دیگر کشورها) داشته باشند: آمریکا، روسیه، چین، اتحادیه اروپا، هند، ژاپن و ایران.
در تاریخ 16 آذر 1403 (6 دسامبر 2024) ماهواره بر سیمرغ در دومین پرتاب موفق خود در طول یک سال، پرتاب بلوک انتقال مداری سامان-1 به ارتفاع 400 کیومتری به همراه دو محموله دیگر (شامل ماهواره فخر-1) مجموعا به وزن 300 کیلوگرم را در یک عملیات واحد به انجام رساند.
تا انتهای سال 1403، مجموعاً تعداد 25 ماهواره ایرانی در مدار زمین قرار گرفتند (برخی با خاتمه عمر کاری، برخی با خاتمه عمر مداری و برخی هم تداوم فعالیت دارند).
ایران از سازندگان و صادرکنندگان سیستم های پدافند هوایی است و در این زمینه اعلام نموده که به مرحله خودکفایی و نوآوری رسیده است، به نحوی که به عنوان مثال موشک 358 یک اختراع نوآورانه و سلاح موثر پدافندی ایرانیست.

### رشته مهندسی هوافضا در ایران
رشته مهندسی هوا فضا برای نخستین بار در سال ۱۳۶۶ وارد ایران شد و نخستین دورهٔ کارشناسی این رشته را دانشگاه صنعتی امیرکبیر (پلی تکنیک تهران) راه‌اندازی کرد. هم‌اکنون *دانشگاه صنعتی شریف، دانشگاه صنعتی امیرکبیر،  دانشگاه فردوسی مشهد،  دانشگاه خواجه نصیرالدین طوسی، دانشگاه صنعتی ارومیه، دانشگاه امام حسین، دانشگاه شهید ستاری دانشگاه علوم و فنون هوافضای عاشورا  ، دانشگاه آزاد (واحد علوم و تحقیقات)، مؤسسه آموزش عالی اوج، دانشگاه فنی و مهندسی بوئین زهرا، دانشگاه آزاد رامسر و دانشگاه آزاد نجف آباد مشغول تربیت دانشجویان این رشته در مقطع کارشناسی هستند.

### کارشناسی
همچون دیگر رشته‌های مهندسی طول متوسط دورهٔ تحصیلی برای دورهٔ کارشناسی ۴ سال بوده و دروس این مجموعه شامل دروس عمومی، پایه، اصلی، تخصصی، کارگاهی و کارآموزی است و زمینه‌هایی چون آیرودینامیک، سازه‌های هوایی، مکانیک پرواز و پیشرانه‌ها (جلوبرنده‌ها) دروس تخصصی این رشته را شامل می‌شوند.

### کارشناسیِ ارشد
در دورهٔ کارشناسی ارشد علاوه بر دانشگاه‌های مذکور، دانشگاه‌های تربیت مدرس، علم و صنعت ایران، فردوسی مشهد، شیراز، شهید بهشتی و پژوهشگاه هوافضا نیز در گرایش‌های مختلف مهندسی هوافضا دانشجو می‌پذیرند. 

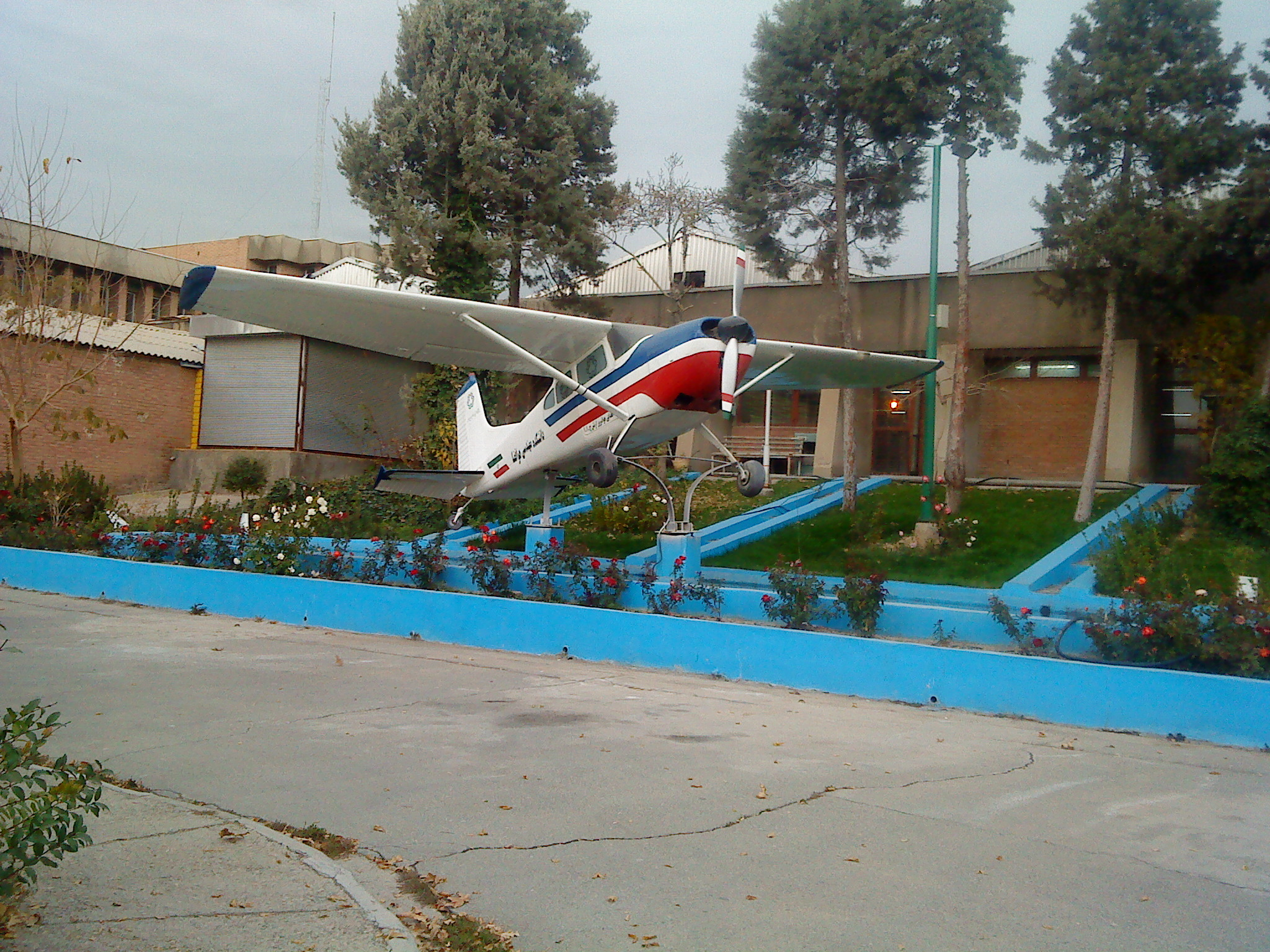
هواپیمای سبک سسنا، واقع در ورودی دانشکده مهندسی هوافضا دانشگاه صنعتی خواجه نصیرالدین طوسی

شایان یادآوری است که این رشته در مقطع کارشناسی ارشد (در ایران) دارای گرایش‌های مکانیک پرواز، آیرودینامیک، پیشرانش، سازه‌های هوایی و مهندسی فضایی، است و هم‌اکنون امکان ادامهٔ تحصیل در رشتهٔ مهندسی هوافضا در داخل کشور تا مقطع دکترا میسر است.
دکتر مجتبی شهرامیار، نخستین دانش‌آموختهٔ مقطع دکترای مهندسی هوافضا در ایران شهریور سال ۱۳۸۳ در گرایش سازه از دانشکدهٔ مهندسی هوافضای دانشگاه صنعتی امیرکبیر دانش‌آموخته شد.
با توجه به رشد سریع و ناگهانی این دانش در دهه‌های اخیر، هم‌اکنون این رشته جزو رشته‌های راهبردی دانش به‌شمار می‌آید؛ ولی با این وجود این رشته در ایران از سابقهٔ زیادی برخوردار نیست. اما با این حال از لحاظ استخدام و جذب نیرو نیاز شدید در صنعت دیده می‌شود.